# Таметти, Коррадо
Коррадо Таметти (итал. Corrado Tamietti, 19 января 1914, Торре-Пелличе, Италия — ???) — итальянский футболист, защитник. Олимпийский чемпион 1936 года. Прежде всего известный по выступлениям за клуб «Наполи».

## Клубная карьера
Во взрослом футболе дебютировал в 1934 году выступлениями за команду клуба «Ювентус», в которой провёл один сезон, так и не взяв участия ни в одной игре чемпионата.
С 1935 по 1937 год играл в составе команд клубов «Брешиа» и «Венеция».
Своей игрой за последнюю команду привлёк внимание представителей тренерского штаба клуба «Наполи», к составу которого присоединился в 1937 году. Сыграл за неаполитанскую команду следующие два сезона своей игровой карьеры.
В течение 1939—1947 годов защищал цвета клубов «Модена», «Виченца», «Пинероло» и «Санремезе».
Завершил профессиональную игровую карьеру в нижнелиговом клубе «Пинероло», в составе которого уже выступал ранее. Пришёл в команду в 1947 году и защищал её цвета до 1948 года.

## Выступления за сборную
В 1936 году был включен в состав национальной сборной Италии для участия в летних Олимпийских играх 1936 года, на которых итальянские футболисты завоевали золотые награды. Однако в рамках матчей олимпийского турнира на поле ни разу не вышел. В дальнейшем в национальную сборную не привлекался.